# Márcio Montarroyos
Márcio Montarroyos (Rio de Janeiro, 8 de julho de 1948 – Rio de Janeiro, 12 de dezembro de 2007) foi um músico brasileiro. 
Dentre os nomes de peso da música brasileira e internacional com quem realizou gravações e shows, figuram Tom Jobim, Milton Nascimento, Ella Fitzgerald, Sarah Vaughan, entre outros.

## Carreira
A música sempre fez parte da sua vida, era uma herança familiar.  Aos 4 anos já tocava piano, sendo ensinado pela sua mãe. Estudou no Colégio Militar do Rio de Janeiro e lá foi integrante da Banda de Música integrada somente por alunos. A paixão pelo trompete começou nessa banda.  
Entre 1968 e 1969, fez parte do conjunto A Turma da Pilantragem, ao lado dos instrumentistas José Roberto Bertrami, Alex Malheiros, Vitor Manga, Fredera e Ion Muniz, e das cantoras Regininha, Malu Balona e Dorinha Tapajós. Com o grupo, gravou três LPs.
Nos anos 70, foi estudar jazz na afamada Berklee College of Music, nos Estados Unidos. De volta ao Brasil, passou a se apresentar em shows e casas noturnas, voltando com frequência aos EUA para participar de apresentações e gravações. Foi sempre considerado um virtuose em seu instrumento e um dos principais expoentes da música instrumental brasileira.
Em 1973, regravou a canção "Carinhoso", de Pixinguinha, que foi tema principal da trilha sonora da telenovela Carinhoso, exibida pela Rede Globo no mesmo ano.
Compôs trilhas sonoras diversas para TV e cinema, e assinou temas e arranjos para minisséries, como A Máfia no Brasil, e filmes, como Luar sobre Parador e Orfeu.
Em 1979, montou um naipe de sopros nos moldes do grupo norte-americano Tower of Power, ao lado de músicos como Leo Gandelman, Serginho Trombone, Bidinho, Zé Carlos Bigorna e Oberdan Magalhães, com o qual participou de mais de 800 músicas dos principais discos de inúmeros artistas da música popular brasileira. 
Em 1989, gravou Terra mater, registrando canções de sua autoria como "The fourteenth day" e "One more light", ambas em parceria com Lincoln Olivetti. Ainda nesse ano, participou do LP Concerto Planeta Terra - Nelson Ayres, Toninho Horta, Nivaldo Ornelas e Marcio Montarroyos, contendo as peças "Ar" (Nivaldo Ornellas), "Água" (Nelson Ayres), "Fogo" (Marcio Montarroyos) e "Terra" (Toninho Horta).
Em 1995, lançou o CD Marcio Montarroyos, contendo composições próprias como "Slave ritual", "Pantanal" e "Congo do Serro", entre outras.

## Morte
No dia 19 de novembro de 2007, amigos do cantor como Edu Lobo, Marcos Valle, Leila Pinheiro, Paulinho Trompete, Arthur Maia, Ney Matogrosso, João Donato, entre outros, fizeram um show, batizado de "Festa para o General", no Mistura Fina, para custear o tratamento de câncer de Márcio.
Márcio Montarroyos no dia 12 de dezembro do mesmo ano, aos 59 anos, em sua casa no Rio, vitimado por um câncer de pulmão diagnosticado tardiamente dois meses antes.

## Discografia[5]
- Sessão Nostalgia (1973)
- Stone Alliance (1977)
- Trompete Internacional (1981)
- Magic Moment (1982)
- Carioca (1984)
- Samba Solstice (1987)
- Terra Mater (1989)
- The Congado Celebration (1995)
- The Best of Márcio Montarroyos (1997)